# 21e Critics' Choice Awards
De uitreiking van de 21e Critics' Choice Awards vond plaats op 17 januari 2016 in de Barker Hangar, een voormalige vliegtuighangar op het vliegveld van Santa Monica in Californië. Er werden prijzen uitgereikt in verschillende categorieën voor films en series uit het jaar 2015 in een ceremonie die voor de eerste keer werd gepresenteerd door T.J. Miller. Het was het eerste jaar dat de prijzen voor film en televisie op dezelfde avond werden uitgereikt. De genomineerden werden op 14 december 2015 bekendgemaakt.

## Film - winnaars en genomineerden
De winnaars staan bovenaan in vet lettertype.

### Beste film
- Spotlight
  - The Big Short
  - Bridge of Spies
  - Brooklyn
  - Carol
  - Mad Max: Fury Road
  - The Martian
  - The Revenant
  - Room
  - Sicario
  - Star Wars: The Force Awakens

### Beste mannelijke hoofdrol
- Leonardo DiCaprio - The Revenant
  - Bryan Cranston - Trumbo
  - Matt Damon - The Martian
  - Johnny Depp - Black Mass
  - Michael Fassbender - Steve Jobs
  - Eddie Redmayne - The Danish Girl

### Beste vrouwelijke hoofdrol
- Brie Larson - Room
  - Cate Blanchett - Carol
  - Jennifer Lawrence - Joy
  - Charlotte Rampling - 45 Years
  - Saoirse Ronan - Brooklyn
  - Charlize Theron - Mad Max: Fury Road

### Beste mannelijke bijrol
- Sylvester Stallone - Creed
  - Paul Dano - Love & Mercy
  - Tom Hardy - The Revenant
  - Mark Ruffalo - Spotlight
  - Mark Rylance - Bridge of Spies
  - Michael Shannon - 99 Homes

### Beste vrouwelijke bijrol
- Alicia Vikander - The Danish Girl
  - Jennifer Jason Leigh - The Hateful Eight
  - Rooney Mara - Carol
  - Rachel McAdams - Spotlight
  - Helen Mirren - Trumbo
  - Kate Winslet - Steve Jobs

### Beste jonge acteur / actrice
- Jacob Tremblay - Room
  - Abraham Attah - Beasts of No Nation
  - RJ Cyler - Me and Earl and the Dying Girl
  - Shameik Moore - Dope
  - Milo Parker - Mr. Holmes

### Beste acteerensemble
- Spotlight
  - The Big Short
  - The Hateful Eight
  - Straight Outta Compton
  - Trumbo

### Beste regisseur
- George Miller - Mad Max: Fury Road
  - Todd Haynes - Carol
  - Alejandro González Iñárritu - The Revenant
  - Tom McCarthy - Spotlight
  - Ridley Scott - The Martian
  - Steven Spielberg - Bridge of Spies

### Beste originele scenario
- Josh Singer en Tom McCarthy - Spotlight
  - Matt Charman, Ethan Coen en Joel Coen - Bridge of Spies
  - Pete Docter, Meg LeFauve en Josh Cooley - Inside Out
  - Alex Garland - Ex Machina
  - Quentin Tarantino - The Hateful Eight

### Beste bewerkte scenario
- Charles Randolph en Adam McKay - The Big Short
  - Emma Donoghue - Room
  - Drew Goddard - The Martian
  - Nick Hornby - Brooklyn
  - Aaron Sorkin - Steve Jobs

### Beste camerawerk
- Emmanuel Lubezki - The Revenant
  - Roger Deakins - Sicario
  - Ed Lachman - Carol
  - Robert Richardson - The Hateful Eight
  - John Seale - Mad Max: Fury Road
  - Dariusz Wolski - The Martian

### Beste productieontwerp
- Colin Gibson en Lisa Thompson - Mad Max: Fury Road
  - Judy Becker en Heather Loeffler - Carol
  - Arthur Max en Celia Bobak - The Martian
  - François Séguin, Jennifer Oman en Louise Tremblay - Brooklyn
  - Eve Stewart en Michael Standish - The Danish Girl
  - Adam Stockhausen en Rena DeAngelo - Bridge of Spies

### Beste montage
- Margaret Sixel - Mad Max: Fury Road
  - Hank Corwin - The Big Short
  - Tom McArdle - Spotlight
  - Stephen Mirrione - The Revenant
  - Pietro Scalia - The Martian

### Beste kostuumontwerp
- Jenny Beavan - Mad Max: Fury Road
  - Paco Delgado - The Danish Girl
  - Odile Dicks-Mireaux - Brooklyn
  - Sandy Powell - Carol
  - Sandy Powell - Cinderella

### Beste grime en haarstijl
- Mad Max: Fury Road
  - Black Mass
  - Carol
  - The Danish Girl
  - The Hateful Eight
  - The Revenant

### Beste visuele effecten
- Mad Max: Fury Road
  - Ex Machina
  - Jurassic World
  - The Martian
  - The Revenant
  - The Walk

### Beste animatiefilm
- Inside Out
  - Anomalisa
  - The Good Dinosaur
  - The Peanuts Movie
  - Shaun the Sheep Movie

### Beste actiefilm
- Mad Max: Fury Road
  - Furious 7
  - Jurassic World
  - Mission: Impossible – Rogue Nation
  - Sicario

### Beste acteur in een actiefilm
- Tom Hardy - Mad Max: Fury Road
  - Daniel Craig - Spectre
  - Tom Cruise - Mission: Impossible – Rogue Nation
  - Chris Pratt - Jurassic World
  - Paul Rudd - Ant-Man

### Beste actrice in een actiefilm
- Charlize Theron - Mad Max: Fury Road
  - Emily Blunt - Sicario
  - Rebecca Ferguson - Mission: Impossible – Rogue Nation
  - Bryce Dallas Howard - Jurassic World
  - Jennifer Lawrence - The Hunger Games: Mockingjay - Part 2

### Beste komedie
- The Big Short
  - Inside Out
  - Joy
  - Sisters
  - Spy
  - Trainwreck

### Beste acteur in een komedie
- Christian Bale - The Big Short
  - Steve Carell - The Big Short
  - Robert De Niro - The Intern
  - Bill Hader - Trainwreck
  - Jason Statham - Spy

### Beste actrice in een komedie
- Amy Schumer - Trainwreck
  - Tina Fey - Sisters
  - Jennifer Lawrence - Joy
  - Melissa McCarthy - Spy
  - Lily Tomlin - Grandma

### Beste sciencefiction / horrorfilm
- Ex Machina
  - It Follows
  - Jurassic World
  - Mad Max: Fury Road
  - The Martian

### Beste niet-Engelstalige film
- Son of Saul
  - The Assassin
  - Goodnight Mommy
  - Mustang
  - The Second Mother

### Beste documentaire
- Amy
  - Cartel Land
  - Going Clear: Scientology and the Prison of Belief
  - He Named Me Malala
  - The Look of Silence
  - Where to Invade Next

### Beste nummer
- "See You Again" - Furious 7
  - "Love Me like You Do" - Fifty Shades of Grey
  - "One Kind of Love" - Love & Mercy
  - "Simple Song #3" - Youth
  - "Til It Happens to You" - The Hunting Ground
  - "Writing's on the Wall" - Spectre

### Beste score
- Ennio Morricone - The Hateful Eight
  - Carter Burwell - Carol
  - Jóhann Jóhannsson - Sicario
  - Ryuichi Sakamoto en Alva Noto - The Revenant
  - Howard Shore - Spotlight

### Films met meerdere nominaties
De volgende films ontvingen meerdere nominaties:
| Nominaties | Film                               | Awards |
| ---------- | ---------------------------------- | ------ |
| 13         | Mad Max: Fury Road                 | 9      |
| 9          | Carol                              |        |
| 9          | The Martian                        |        |
| 9          | The Revenant                       | 2      |
| 8          | Spotlight                          | 3      |
| 7          | The Big Short                      | 3      |
| 6          | The Hateful Eight                  | 1      |
| 5          | Bridge of Spies                    |        |
| 5          | Brooklyn                           |        |
| 5          | The Danish Girl                    | 1      |
| 5          | Jurassic World                     |        |
| 5          | Sicario                            |        |
| 4          | Room                               | 2      |
| 3          | Ex Machina                         | 1      |
| 3          | Inside Out                         |        |
| 3          | Joy                                |        |
| 3          | Mission: Impossible – Rogue Nation |        |
| 3          | Spy                                |        |
| 3          | Steve Jobs                         |        |
| 3          | Trainwreck                         | 1      |
| 3          | Trumbo                             |        |
| 2          | Black Mass                         |        |
| 2          | Furious 7                          | 1      |
| 2          | Love & Mercy                       |        |
| 2          | Sisters                            |        |
| 2          | Spectre                            |        |

## Televisie - winnaars en genomineerden
De winnaars staan bovenaan in vet lettertype.

### Beste dramaserie
- Mr. Robot
  - Empire
  - Penny Dreadful
  - Rectify
  - The Knick
  - The Leftovers
  - UnREAL

### Beste mannelijke hoofdrol in een dramaserie
- Rami Malek - Mr. Robot
  - Hugh Dancy - Hannibal
  - Clive Owen - The Knick
  - Liev Schreiber - Ray Donovan
  - Justin Theroux - The Leftovers
  - Aden Young - Rectify

### Beste vrouwelijke hoofdrol in een dramaserie
- Carrie Coon - The Leftovers
  - Shiri Appleby - UnREAL
  - Viola Davis - How to Get Away with Murder
  - Eva Green - Penny Dreadful
  - Taraji P. Henson - Empire
  - Krysten Ritter - Jessica Jones

### Beste mannelijke bijrol in een dramaserie
- Christian Slater - Mr. Robot
  - Clayne Crawford - Rectify
  - Christopher Eccleston - The Leftovers
  - André Holland - The Knick
  - Jonathan Jackson - Nashville
  - Rufus Sewell - The Man in the High Castle

### Beste vrouwelijke bijrol in een dramaserie
- Constance Zimmer - UnREAL
  - Ann Dowd - The Leftovers
  - Regina King - The Leftovers
  - Helen McCrory - Penny Dreadful
  - Hayden Panettiere - Nashville
  - Maura Tierney - The Affair

### Beste gastrol in een dramaserie
- Margo Martindale - The Good Wife
  - Richard Armitage - Hannibal
  - Justin Kirk - Manhattan
  - Patti LuPone - Penny Dreadful
  - Marisa Tomei - Empire
  - B.D. Wong - Mr. Robot

### Beste komedieserie
- Master of None
  - Black-ish
  - Catastrophe
  - Jane the Virgin
  - The Last Man on Earth
  - Transparent
  - You're the Worst

### Beste mannelijke hoofdrol in een komedieserie
- Jeffrey Tambor - Transparent
  - Anthony Anderson - Black-ish
  - Aziz Ansari - Master of None
  - Will Forte - The Last Man on Earth
  - Randall Park - Fresh Off the Boat
  - Fred Savage - The Grinder

### Beste vrouwelijke hoofdrol in een komedieserie
- Rachel Bloom - Crazy Ex-Girlfriend
  - Aya Cash - You're the Worst
  - Wendi McLendon-Covey - The Goldbergs
  - Gina Rodriguez - Jane the Virgin
  - Tracee Ellis Ross - Black-ish
  - Constance Wu - Fresh Off the Boat

### Beste mannelijke bijrol in een komedieserie
- Andre Braugher - Brooklyn Nine-Nine
  - Jaime Camil - Jane the Virgin
  - Jay Duplass - Transparent
  - Neil Flynn - The Middle
  - Keegan-Michael Key - Playing House
  - Mel Rodriguez - Getting On

### Beste vrouwelijke bijrol in een komedieserie
- Mayim Bialik - The Big Bang Theory
  - Kether Donohue - You're the Worst
  - Allison Janney - Mom
  - Judith Light - Transparent
  - Niecy Nash - Getting On
  - Eden Sher - The Middle

### Beste gastrol in een komedieserie
- Timothy Olyphant - The Grinder
  - Ellen Burstyn - Mom
  - Anjelica Huston - Transparent
  - Cherry Jones - Transparent
  - Jenifer Lewis - Black-ish
  - John Slattery - Wet Hot American Summer: First Day of Camp

### Beste miniserie of televisiefilm
- Fargo
  - Childhood's End
  - Luther
  - Saints & Strangers
  - Show Me a Hero
  - The Wiz Live!

### Beste mannelijke hoofdrol in een miniserie of televisiefilm
- Idris Elba - Luther
  - Wes Bentley - American Horror Story: Hotel
  - Martin Clunes - Arthur & George
  - Oscar Isaac - Show Me a Hero
  - Vincent Kartheiser - Saints & Strangers
  - Patrick Wilson - Fargo

### Beste vrouwelijke hoofdrol in een miniserie of televisiefilm
- Kirsten Dunst - Fargo
  - Kathy Bates - American Horror Story: Hotel
  - Sarah Hay - Flesh and Bone
  - Alyvia Alyn Lind - Dolly Parton's Coat of Many Colors
  - Rachel McAdams - True Detective
  - Shanice Williams - The Wiz Live!

### Beste mannelijke bijrol in een miniserie of televisiefilm
- Jesse Plemons - Fargo
  - David Alan Grier - The Wiz Live!
  - Ne-Yo - The Wiz Live!
  - Nick Offerman - Fargo
  - Raoul Trujillo - Saints & Strangers
  - Bokeem Woodbine - Fargo

### Beste vrouwelijke bijrol in een miniserie of televisiefilm
- Jean Smart - Fargo
  - Mary J. Blige - The Wiz Live!
  - Laura Haddock - Luther
  - Cristin Milioti - Fargo
  - Sarah Paulson - American Horror Story: Hotel
  - Winona Ryder - Show Me a Hero

### Beste animatieserie
- BoJack Horseman
  - Bob's Burgers
  - South Park
  - Star Wars Rebels
  - The Simpsons

### Beste realityserie - competitie
- The Voice
  - The Amazing Race
  - Chopped
  - Face Off
  - MasterChef Junior
  - Survivor

### Beste gestructureerde realityserie
- Shark Tank
  - Antiques Roadshow
  - Inside the Actors Studio
  - MythBusters
  - Project Greenlight
  - Undercover Boss

### Beste ongestructureerde realityserie
- Anthony Bourdain: Parts Unknown
  - Cops
  - Deadliest Catch
  - Intervention
  - Naked and Afraid
  - Pawn Stars

### Beste presentator realityserie
- James Lipton - Inside the Actors Studio
  - Ted Allen - Chopped
  - Phil Keoghan - The Amazing Race
  - Jane Lynch - Hollywood Game Night
  - Jeff Probst - Survivor
  - Gordon Ramsay - Hell's Kitchen

### Beste talkshow
- Last Week Tonight with John Oliver
  - Jimmy Kimmel Live!
  - The Daily Show with Jon Stewart
  - The Graham Norton Show
  - The Late Late Show with James Corden
  - The Tonight Show Starring Jimmy Fallon

### Series met meerdere nominaties
De volgende series ontvingen meerdere nominaties:
| Nominaties | Serie                        | Awards |
| ---------- | ---------------------------- | ------ |
| 8          | Fargo                        | 4      |
| 6          | The Leftovers                | 1      |
| 6          | Transparent                  | 1      |
| 5          | The Wiz Live!                |        |
| 4          | Black-ish                    |        |
| 4          | Mr. Robot                    | 3      |
| 4          | Penny Dreadful               |        |
| 3          | American Horror Story: Hotel | 1      |
| 3          | Empire                       |        |
| 3          | Jane the Virgin              |        |
| 3          | The Knick                    |        |
| 3          | Luther                       | 1      |
| 3          | Rectify                      |        |
| 3          | Saints & Strangers           |        |
| 3          | Show Me a Hero               |        |
| 3          | UnREAL                       | 1      |
| 3          | You're the Worst             |        |
| 2          | The Amazing Race             |        |
| 2          | Chopped                      |        |
| 2          | Fresh Off the Boat           |        |
| 2          | Getting On                   |        |
| 2          | The Grinder                  | 1      |
| 2          | Hannibal                     |        |
| 2          | Inside the Actors Studio     | 1      |
| 2          | The Last Man on Earth        |        |
| 2          | Master of None               | 1      |
| 2          | The Middle                   |        |
| 2          | Mom                          |        |
| 2          | Nashville                    |        |
| 2          | Survivor                     |        |

## Genius Award
- Industrial Light & Magic

## MVP Award
- Amy Schumer

## Most Bingeworthy Show
Publieksprijs voor het meest bingewatch-waardige televisieprogramma.
- Outlander
  - Empire
  - Friends
  - Game of Thrones
  - Orange Is the New Black
  - The Walking Dead